# 責任政府
責任政府（せきにんせいふ、Responsible government）とは、議院内閣制をとるウェストミンスター制の基盤である、「議会への説明責任の原則」を具体化した政治体制の概念である。

## 解説
ウェストミンスター式の民主主義を採用する政府（行政府に相当）は、君主ではなく議会に対して責任を負う。これが植民地の場合ならば帝国政府に対して責任を負い、共和制の場合ならば大統領に対して全部または一部の責任を負う。議会が二院制の場合、政府は通常は上院よりも下院を優先して議会に対する責任を負う。なぜなら、ウェストミスター制において下院議員は常に国民の直接選挙で選ばれる一方、上院議員は様々な任命の形態がありうるため、上院と比べて下院の方が国民代表性が高く、また通常は下院の方がより多くの議員を擁しているからである。
議会への説明責任を果たす責任政府は、いくつかの方法でその説明責任を具体的に実行する。大臣は、自らの決定と部署の業績について議会に説明する。このように議会で発言し、質問に答えるという義務があるということは、大臣が議員特権(不逮捕特権、免責特権)を持っていなければならないことを意味しており、この特権は議会の議員にのみ与えられているものである。第二に、そして最も重要なこととしては、大臣は国家元首の権威によって正式に任命され、理論的には君主の意向により解任される可能性はあるが、それと同時に、大臣たちは下院の信任を得ている限りで大臣の職位を保てるという点である。下院が政府に対する不信任決議を可決した場合、政府(内閣)は通常、直ちに辞職するか、新たな総選挙で有権者に判断を委ねなければならない。
国家元首は、責任政府の大臣たちを通じてのみ行政権を行使することが求められる。国家元首は、行政官や顧問による影の政府を設立して彼らを行政のための手段として利用しようとしたり、彼らの非公式の助言に頼ったりすることは決して試みてはならない。一般的に、責任政府の大臣たちの助言の結果による行動でない限り、国家元首が行政権を装っていかなる行動をすることも許されない。この規則に対する一般的な例外には、緊急または戦時中の必要不可欠な行為や、特定の国家栄誉の授与が含まれる。大臣たちは、国家元首に助言し（つまり、彼らに決定を求められるあらゆる問題について説明し、元首が理解していることを確認する）、国家元首が選択するための勧告（つまり、彼らの助言）を作成して持っておくことが求められる。これらの勧告は、どのような行動方針を取るべきかについての大臣による正式で理にかなった勧告である。